# فرفیون کرنیگرا
یوفوربیا کرنیگرا (نام علمی: Euphorbia cornigera) نام یک گونه از سرده فرفیون است.